# مالاک دوسیل
مالاک دوسیل (به بلغاری: Malak Devesil) یک منطقهٔ مسکونی در بلغارستان است که در شهرستان کروموفگراد واقع شده‌است.